# Béchara Boutros Raï
Béchara Boutros Pierre Raï (in arabo بشارة بطرس الراعي‎?, Bishāra Buṭrus al-Rāʿī; Himlaya, 25 febbraio 1940) è un cardinale e patriarca cattolico libanese.

## Biografia
Dopo l'ordinazione presbiterale del 3 settembre 1967, papa Giovanni Paolo II lo ha nominato vescovo titolare di Cesarea di Filippo e ausiliare del patriarcato di Antiochia dei Maroniti il 2 maggio 1986.
Ha ricevuto la consacrazione episcopale il successivo 12 luglio dalle mani del patriarca Nasrallah Pierre Sfeir, allora patriarca di Antiochia dei Maroniti.
Giovanni Paolo II lo ha nominato vescovo di Jbeil dei Maroniti il 9 giugno 1990.
Dopo le dimissioni dalla carica di patriarca di Antiochia dei Maroniti del cardinale Nasrallah Pierre Sfeir, accettate da papa Benedetto XVI il 26 febbraio 2011, il sinodo della chiesa maronita lo ha eletto nuovo patriarca il 15 marzo successivo.
Nel contempo assume la presidenza del medesimo Sinodo. Diviene così il 77º Patriarca della Chiesa cattolica maronita.
Dopo l'elezione ha tradotto il secondo nome di battesimo, Boutros, in Pierre: è il nome tradizionale di tutti i patriarchi di Antiochia dei Maroniti.
Il 24 marzo, nove giorni dopo l'elezione a patriarca, Benedetto XVI gli ha concesso la necessaria "comunione ecclesiale".
Nel corso del 2011 ha assunto anche la presidenza della Conferenza episcopale libanese e del Consiglio dei patriarchi cattolici orientali.
Papa Benedetto XVI lo ha innalzato alla dignità cardinalizia nel concistoro del 24 novembre 2012.
Il 15 febbraio 2017 papa Francesco gli ha concesso il titolo di avvocato rotale.
Il 25 febbraio 2020, al compimento degli ottant'anni, esce dal novero dei cardinali elettori.
Il 5 agosto 2020, in seguito alle esplosioni del 4 agosto che hanno devastato Beirut, ha scritto una lettera rivolta a tutte le nazioni perché aiutassero la città e il Libano a riprendersi dalla catastrofe.

## Genealogia episcopale e successione apostolica
La genealogia episcopale è:
- Patriarca Youhanna Boutros Bawwab el-Safrawi
- Patriarca Jirjis Rizqallah
- Patriarca Stefano Douayhy
- Patriarca Yaaqoub Boutros Awwad
- Patriarca Semaan Boutros Awwad
- Patriarca Youssef Boutros Estephan
- Patriarca Youhanna Boutros Helou
- Patriarca Youssef Boutros Hobaish
- Patriarca Boulos Boutros Massaad
- Patriarca Elias Boutros Hoayek
- Patriarca Antoun Boutros Arida
- Cardinale Paul Pierre Méouchi
- Cardinale Nasrallah Pierre Sfeir
- Cardinale Béchara Boutros Raï, O.M.M.

La successione apostolica è:
- Vescovo Hanna G. Alwan, C.M.L. (2011)
- Arcivescovo Camille Zaidan (2011)
- Vescovo Mounir Khairallah (2012)
- Vescovo Michel Aoun (2012)
- Vescovo Elias Khoury Sleman (2012)
- Arcivescovo Moussa El-Hage, O.A.M. (2012)
- Vescovo Georges Chihane (2012)
- Vescovo Paul Rouhana, O.L.M. (2012)
- Vescovo Maroun Ammar (2012)
- Vescovo Joseph Emile Mouawad (2012)
- Vescovo Maroun Nasser Gemayel (2012)
- Vescovo Paul-Marwan Tabet, C.M.L. (2013)
- Vescovo Habib Chamieh, O.M.M. (2013)
- Vescovo Antoine Tarabay, O.L.M. (2013)
- Vescovo Abdallah Elias Zaidan, C.M.L. (2013)
- Vescovo Antoine Chbeir (2015)
- Vescovo Hanna Rahmé, O.L.M. (2015)
- Arcivescovo Paul Abdel Sater (2015)
- Arcivescovo Joseph Tobji (2015)
- Vescovo Joseph Nafaa (2016)
- Vescovo Youhanna Rafic Warcha (2018)
- Vescovo Simon Faddoul (2018)
- Vescovo Antoine Aukar, O.A.M. (2019)
- Vescovo Peter Karam (2019)
- Arcivescovo Charbel Abdallah (2020)
- Arcivescovo Antoine Farès Bounajem (2021)
- Arcivescovo Selim Jean Sfeir (2021)
- Arcivescovo Michel Jalakh, O.A.M (2024)

## Galleria d'immagini

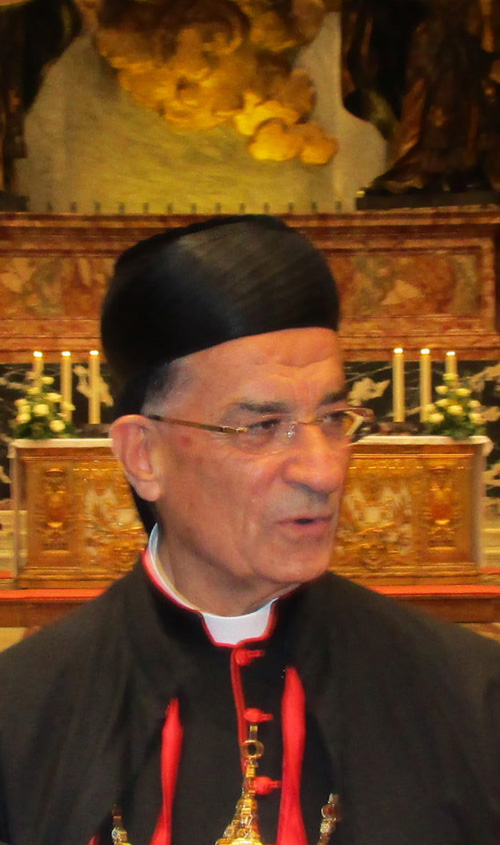
Il patriarca Raï, alla Cattedra di San Pietro, l'11 ottobre 2014.
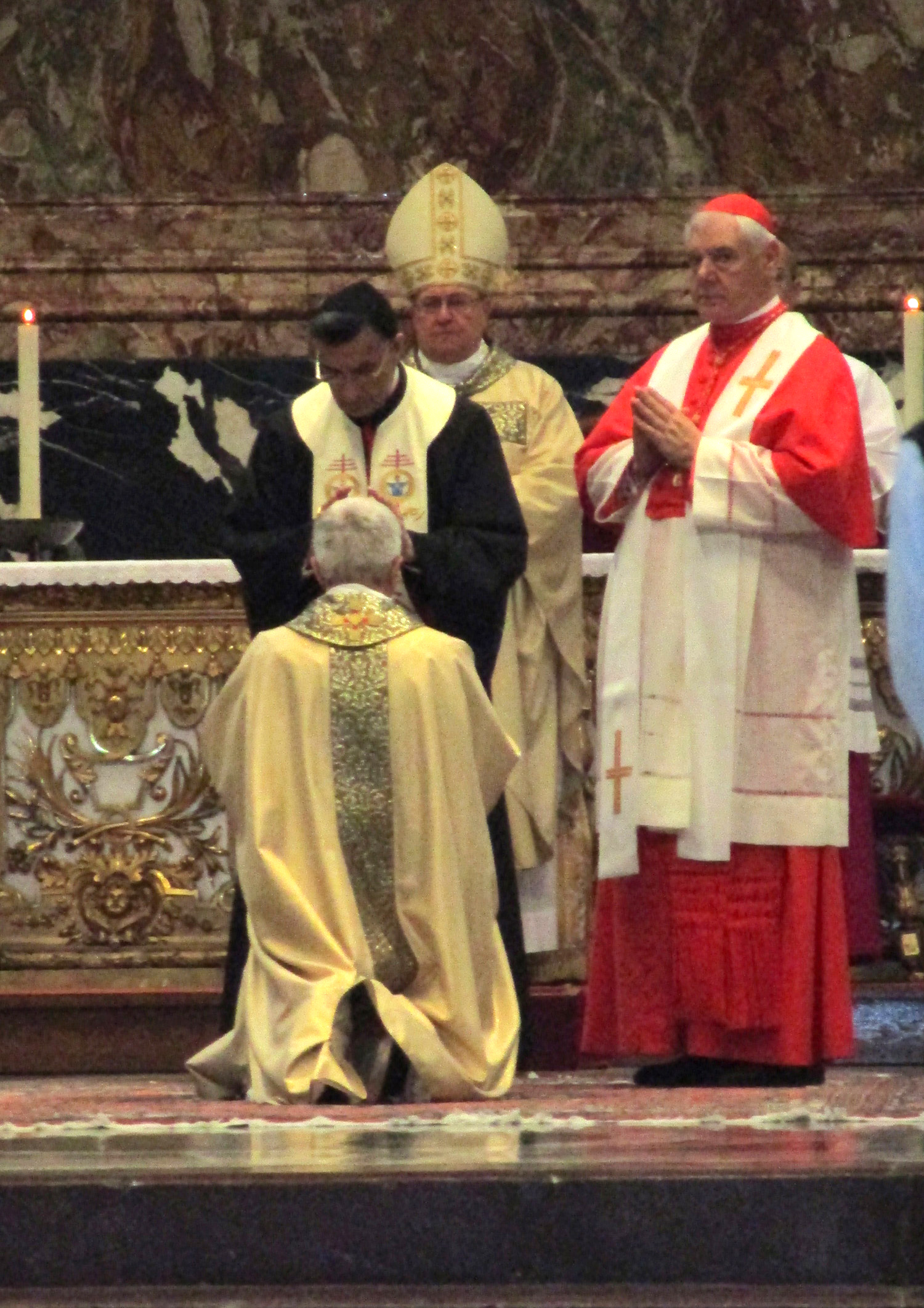
Il patriarca Raï impone le mani a mons. Maurizio Malvestiti durante l'ordinazione episcopale di quest'ultimo, 11 ottobre 2014. Alle spalle del patriarca, i cardinali Sandri e Müller.